# Selles (Marne)
Selles és un municipi francès, situat al departament del Marne i a la regió del Gran Est. L'any 2007 tenia 341 habitants.

## Demografia

### Població
El 2007 la població de fet de Selles era de 341 persones. Hi havia 118 famílies, de les quals 18 eren unipersonals (9 homes vivint sols i 9 dones vivint soles), 39 parelles sense fills, 52 parelles amb fills i 9 famílies monoparentals amb fills.
La població ha evolucionat segons el següent gràfic:
Habitants censats

### Habitatges
El 2007 hi havia 126 habitatges, 119 eren l'habitatge principal de la família, 2 eren segones residències i 4 estaven desocupats. 124 eren cases i 1 era un apartament. Dels 119 habitatges principals, 104 estaven ocupats pels seus propietaris, 14 estaven llogats i ocupats pels llogaters i 1 estava cedit a títol gratuït; 9 tenien tres cambres, 30 en tenien quatre i 81 en tenien cinc o més. 90 habitatges disposaven pel capbaix d'una plaça de pàrquing. A 43 habitatges hi havia un automòbil i a 70 n'hi havia dos o més.

### Piràmide de població
La piràmide de població per edats i sexe el 2009 era:
| Homes | Edats   | Dones |
| ----- | ------- | ----- |
| 0     | 95 o +  | 0     |
| 0     | 90 a 94 | 0     |
| 0     | 85 a 89 | 0     |
| 0     | 80 a 84 | 0     |
| 0     | 75 a 79 | 0     |
| 4     | 70 a 74 | 4     |
| 0     | 65 a 69 | 12    |
| 8     | 60 a 64 | 4     |
| 0     | 55 a 59 | 0     |
| 4     | 50 a 54 | 12    |
| 4     | 45 a 49 | 8     |
| 36    | 40 a 44 | 20    |
| 8     | 35 a 39 | 12    |
| 12    | 30 a 34 | 0     |
| 0     | 25 a 29 | 8     |
| 0     | 20 a 24 | 0     |
| 4     | 15 a 19 | 12    |
| 8     | 10 a 14 | 40    |
| 16    | 5 a 9   | 12    |
| 0     | 0 a 4   | 4     |

## Economia
El 2007 la població en edat de treballar era de 227 persones, 165 eren actives i 62 eren inactives. De les 165 persones actives 157 estaven ocupades (88 homes i 69 dones) i 8 estaven aturades (3 homes i 5 dones). De les 62 persones inactives 9 estaven jubilades, 21 estaven estudiant i 32 estaven classificades com a «altres inactius».

### Ingressos
El 2009 a Selles hi havia 127 unitats fiscals que integraven 353 persones, la mediana anual d'ingressos fiscals per persona era de 19.633 €.

### Activitats econòmiques
Dels 10 establiments que hi havia el 2007, 1 era d'una empresa de fabricació de material elèctric, 1 d'una empresa de fabricació d'altres productes industrials, 2 d'empreses de construcció, 3 d'empreses de comerç i reparació d'automòbils, 1 d'una empresa de transport, 1 d'una empresa immobiliària i 1 d'una empresa classificada com a «altres activitats de serveis».
Dels 2 establiments de servei als particulars que hi havia el 2009, 1 era una fusteria i 1 electricista.
L'any 2000 a Selles hi havia 10 explotacions agrícoles.

## Poblacions més properes
El següent diagrama mostra les poblacions més properes.